# Manhattan From the Sky
 (mai 2023).
Singles de Kate Voegele
You Can't Break a Broken Heart 99 Times
Pistes de A Fine Mess
Playing With my Heart Talkin' Smooth
Manhattan From the Sky est une chanson de la chanteuse américaine Kate Voegele, parue dans l'album A Fine Mess.